# Fiat Cityway
Le Fiat Cityway est un tramway à plancher bas produit par le constructeur italien Fiat Ferroviaria à partir de 1998.
Le Fiat Cityway a connu deux générations :
- Cityway I de 1998 à 1999,
- Cityway II à partir de 2000.

Le Fiat Cityway est un tramway conçu et fabriqué par Fiat Ferroviaria dans l'usine de Savillan, dans la province de Coni, dans la région du Piemont.  
Le concept du Cityway permet, à partir de modules standardisés, de produire des tramways adaptés à la demande de chaque réseau client, éventuellement avec des façades d'extrémité personnalisées. 

## Modèles
Il existe deux générations de tramways Fiat Cityway :
Génération 1 (Cityway I) :
Les rames de cette première génération sont bidirectionnelles, toutes à plancher ultra-bas sur 80% de la longueur de la rame composée de 5 voitures. 
Génération 2 (Cityway II Jumbotram) :
Les rames de cette seconde génération sont bidirectionnelles, toutes à plancher ultra-bas sur toute la longueur de la rame composée de 7 à 9 voitures. 

## Histoire
En 1995 l'entreprise publique de transports en commun de l'agglomération de Rome, l'ATAC, lance un appel d'offres pour la construction de 60 rames de  tramways bidirectionnelles à plancher bas. 
Le marché est remporté par le constructeur italien Fiat Ferroviaria qui reçoit une commande le 1er août 1996 pour 28 rames et une option pour 32 autres et après validation de la conception de cette nouvelle génération de tramway, fabriqua et livra la première rame le 28 octobre 1997.
La fabrication des 28 rames de série a été bloquée à la suite d'un recours au TAR (Tribunal Administratif Régional) relatif à une contestation sur le résultat de l'appel d'offres. Les dernières rames ont été livrées en fin d'année 1999.
Les nouvelles rames ont été mises en services à l'automne 1999 sur les lignes 8 et 19 à Rome.

## Caractéristiques techniques
Les rames 'Fiat Cityway sont des rames articulées comprenant deux bogies moteurs à chaque extrémité et deux bogies portants à roues indépendantes, qui soutiennent deux petits modules centraux. Les caisses sont en aluminium.
Les rames disposent d'un plancher bas à 350 mm du sol, sauf dans les deux parties d'extrémité, au dessus des bogies moteurs. Ces rames sont une évolution des tramways Tram Fiat ATM Turin - Série 5000 de l'ATM de Turin, intégrée dans GTT en 2003. La similitude est frappante au niveau des modules de liaison de chaque côté de la caisse centrale suspendue en lieu et place du mécanisme d'articulation "Urbinati".

Ces rames ont été entièrement conçues par Fiat Ferroviaria pour la partie mécanique et carrosserie et Elettromeccanica Parizzi pour l'équipement électrique. L'équipement de traction comprend 4 moteurs triphasés asynchrones avec freinage électrique et onduleur.

## Livrées
les rames de la Série 9100 respectent les couleurs officielles en vigueur à l'ATAC de Rome, 2 tons de vert, teintes classiques gouvernementales en vigueur jusque dans les années 1970, complétées par deux liserés jaunes et rouge rappelant les couleurs de la ville éternelle.
À la fin des années 2000, la livrée a adopté les nouvelles teintes de l'ATAC, gris argent et vert.

## Fiat Cityway IIJumbotram
Ces rames sont dérivées des Cityway de la première génération, elles conservent le même équipement électrique de la société Elettromeccanica Parizzi mais ont fait l'objet d'une refonte complète de la conception générale de la structure.

## Histoire
Le constructeur italien Fiat Ferroviaria avait fabriqué une première série de tramways Cityway pour l'ATAC de Rome en 1998. Afin de satisfaire la forte affluence liée au Jubilé de l'an 2000 à Rome, l'ATAC a lancé en 1997 un appel d'offres pour 50 nouvelles rames de tramways, mais avec comme contrainte un plancher bas sur toute la longueur de la rame. Le constructeur italien Fiat Ferroviaria a apporté des modifications importantes à la conception de la seconde génération de son modèle Cityway. La longueur de la nouvelle rame devait rester identique à la précédente génération, contrainte fixée en fonction de la longueur des quais existants.
Le marché est remporté par le constructeur italien Fiat Ferroviaria qui reçoit une commande le 30 mars 1998 pour 18 rames et une option pour 32 autres,.
La première rame est sortie d'usine en juin 1999. Elle a subi un programme d'essais et de qualification sur le réseau du tramway de Turin et a été livrée à l'ATAC de Rome en juillet. La livraison des 49 autres rames s'est échelonnée entre la fin d'année 1999 et le début du Jubilé en janvier 2000.
Les rames ont été mises en service, dans un tout premier temps, sur la ligne 8, puis sur toutes les autres lignes pour soulager les motrices Stanga TAS Série 7000 et SOCIMI T.8000 Série 9000.
Depuis 2010, elles sont utilisées principalement sur les lignes 2, 3 & 8 avec les  rames Cityway I Série 9100.

## Caractéristiques techniques
Les rames 'Fiat Cityway II sont des rames bidirectionnelles articulées comprenant 7 caisses. Les deux éléments d'extrémité reposent sur des bogies porteurs comprenant et encadrent 3 "caisses pont" suspendues et deux modules intermédiaires reposant sur deux bogies moteurs. Toutes les caisses sont en aluminium.
Les rames disposent d'un plancher bas à 350 mm du sol sur toute la longueur de la rame. Ce sont les premières rames jamais construites avec un plancher bas à cette hauteur sur toute la longueur de la rame.
L'ATAC a commandé deux rames expérimentales supplémentaires, construites sur le principe des Cityway II mais avec 9 caisses. Leur longueur atteignait 41,45 mètres,.
Pour atteindre cet objectif ambitieux, Fiat Ferroviaria a conçu de nouveaux bogies à roues indépendantes, dérivés de ceux mis au point pour les rames Tram Fiat ATM Turin - Série 5000. les deux bogies intermédiaires comprennent deux moteurs chacun, en position verticale au dessus des roues.
L'équipement électrique, toujours réalisé par Elettromeccanica Parizzi, comporte quatre moteurs triphasés asynchrones avec freinage électrique et onduleur.

## Livrées
Les rames de la Série 9100 respectent les couleurs des différentes entreprises de transport public. Depuis le décret royal de 1927 jusqu'au décret ministériel du 1er juin 2001, les couleurs des véhicules de transport en commun en Italie, sur route, étaient parfaitement normalisées :
- taxis : jaune avec bandes latérales en damiers noirs et blancs (les taxis de New-York ont adopté la même livrée)
- autobus de lignes urbaines : bi-ton de vert puis orange,
- autobus de ligne interurbaine : bleu,
- autobus transport scolaire (scuolabus) : jaune,
- autocars de tourisme : dominante de rouge avec des filets bancs,
- trolleybus : bi-ton de vert puis orange, comme les autobus urbains,
- tramways : longtemps bi-ton de vert puis orange, comme les autobus urbains.

## Galerie de photographie

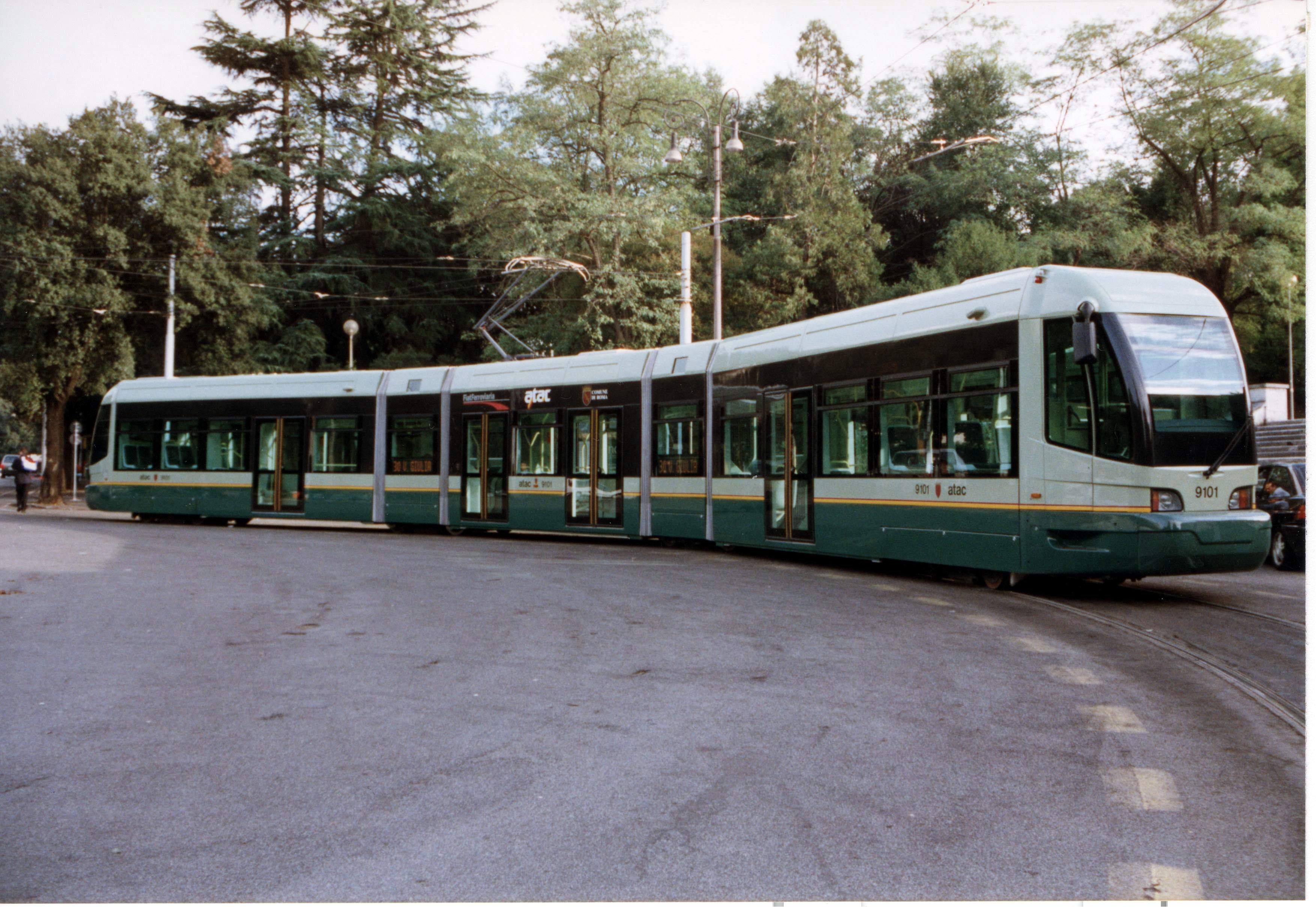
Fiat Cityway I Tramway de Rome série 9100 (1998)
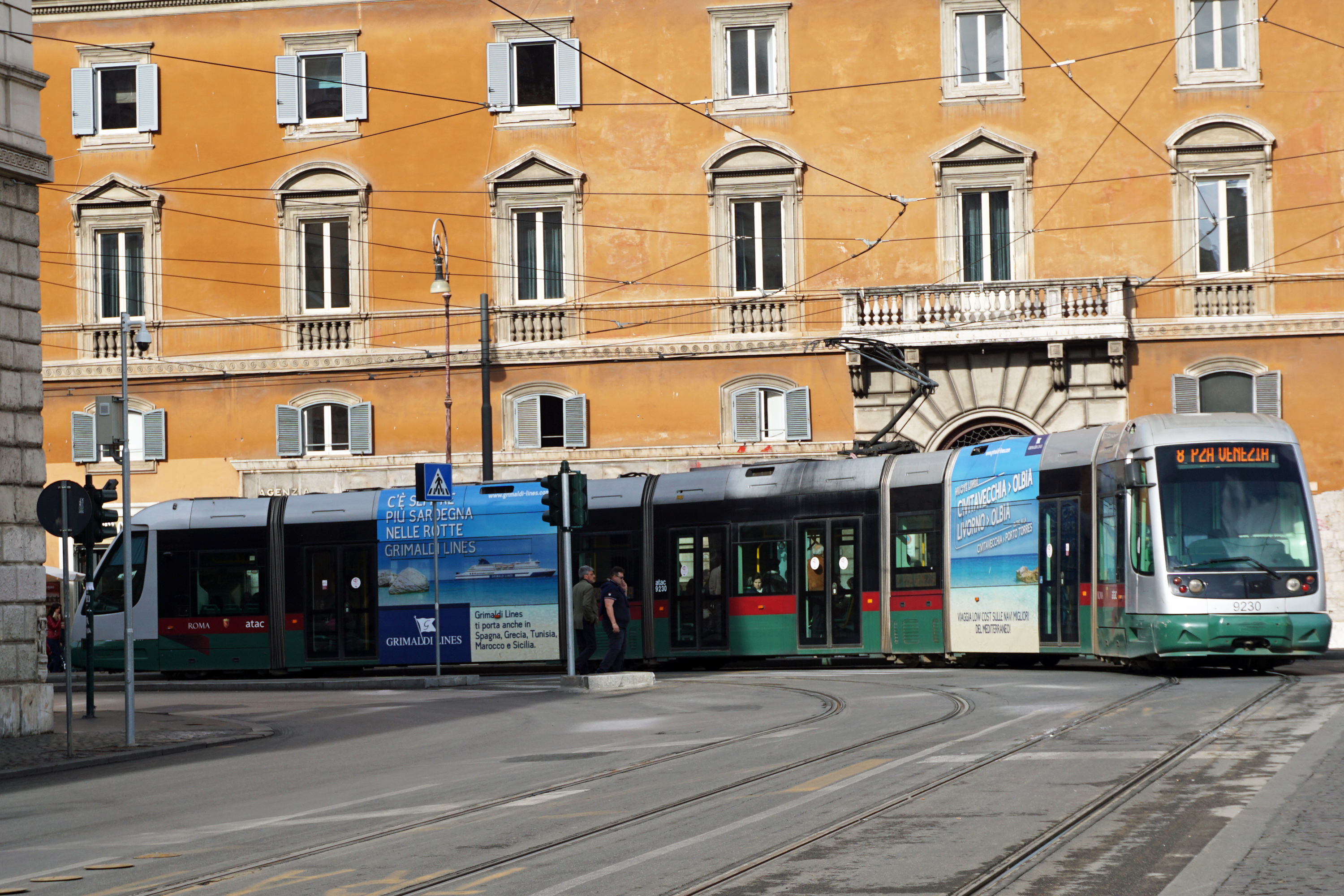
Fiat Cityway II Tramway de Rome série 9200 (2000)
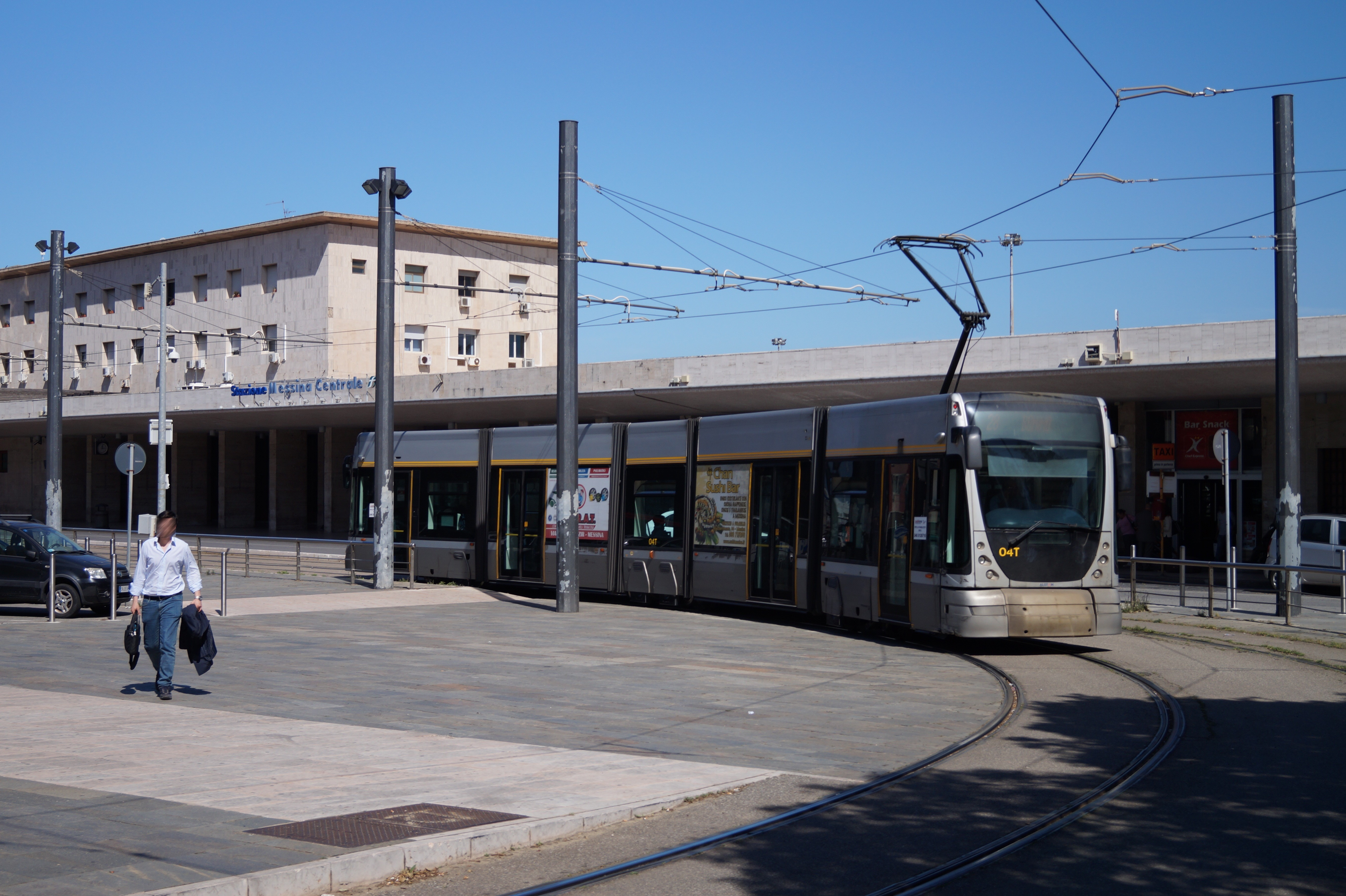
Fiat Cityway II Tramway de Messine (2001)
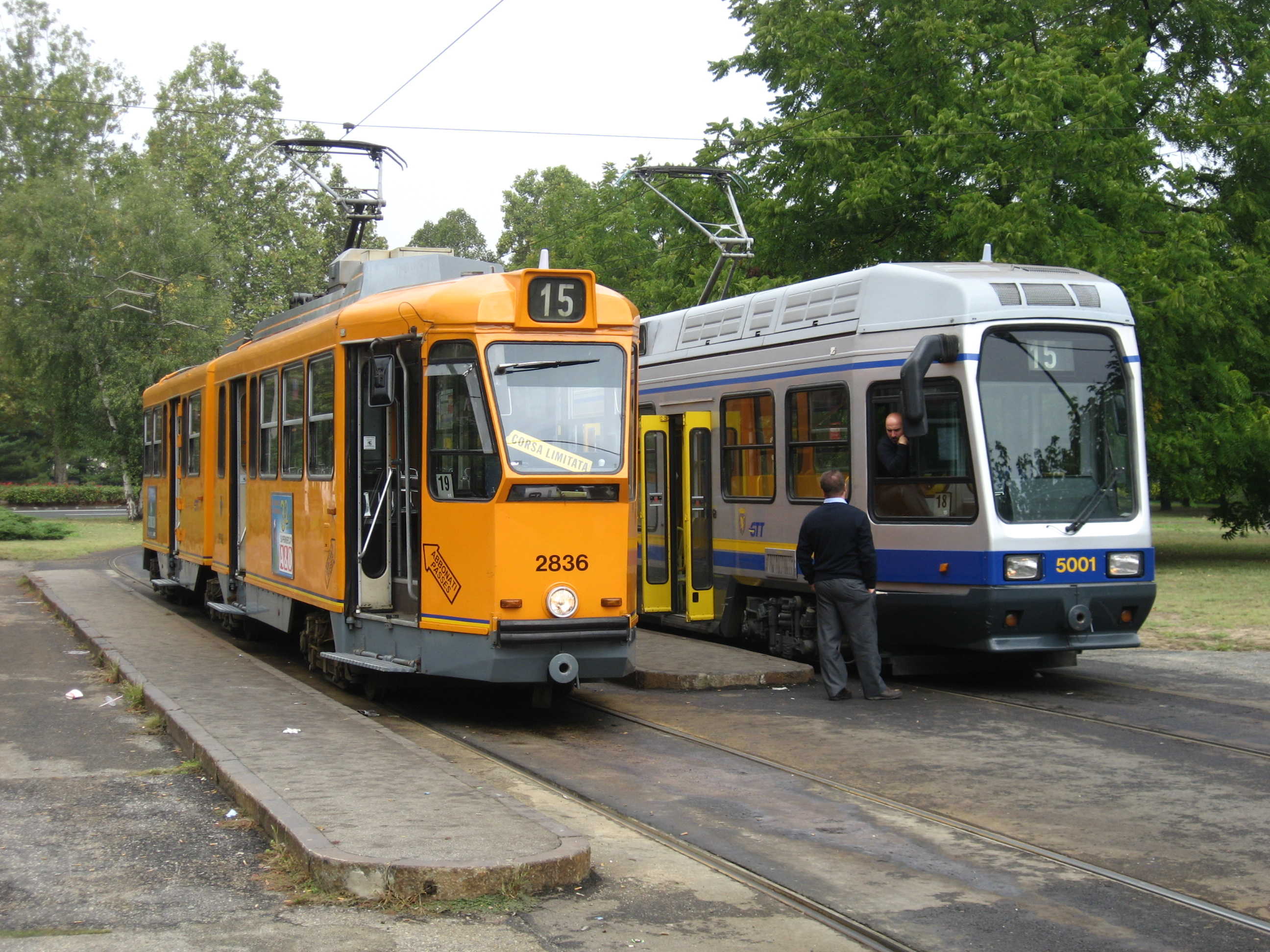
Tramways Fiat 2800 et Cityway I GTT Turin (2009)
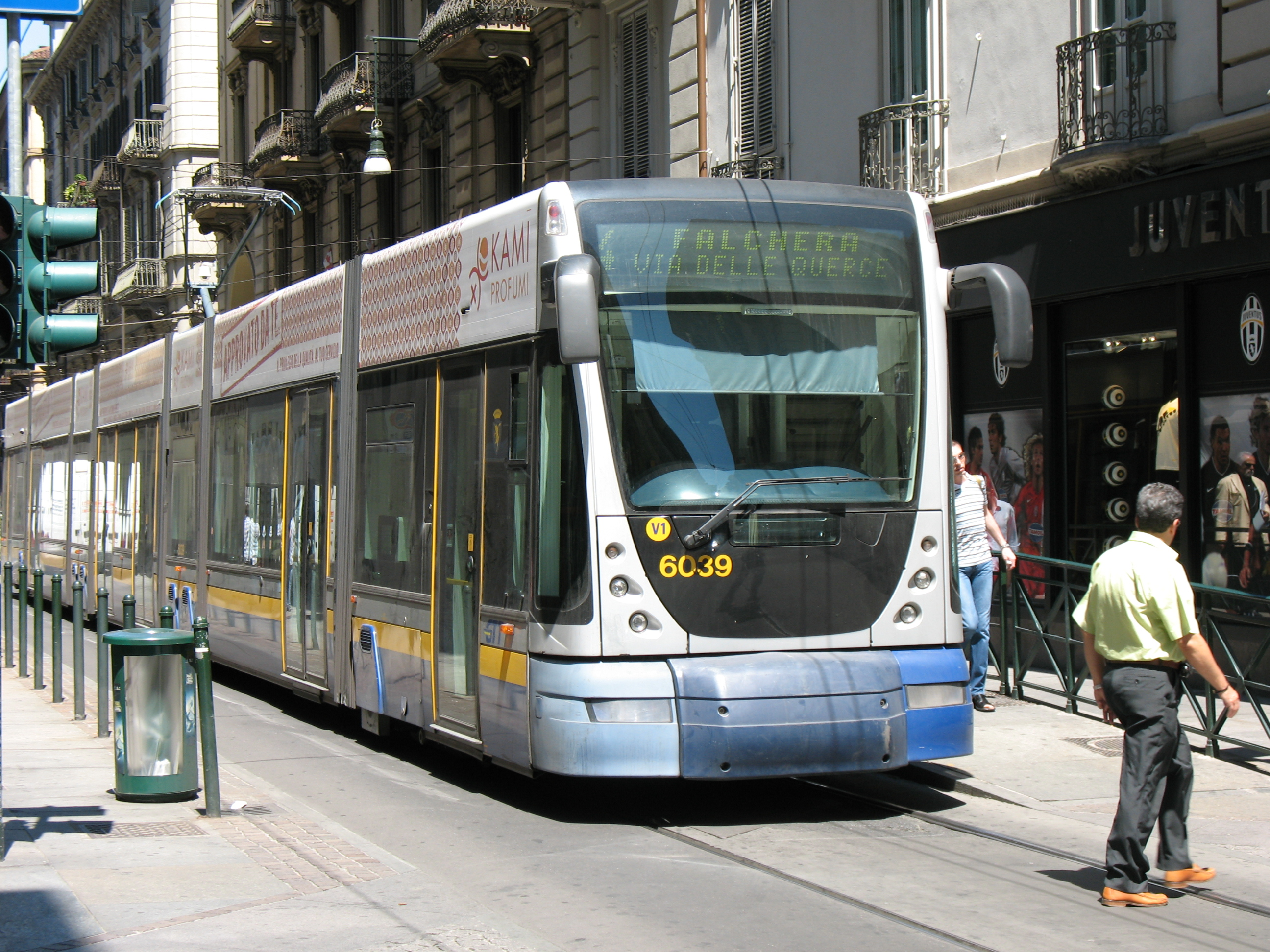
Fiat Cityway II GTT Turin série 6000 (2000)